# ハンティントン (ウェストバージニア州)

市役所

ハンティントン（Huntington）は、アメリカ合衆国ウェストバージニア州の都市。キャベル郡の郡庁所在地である。人口は4万6842人（2020年）で、州都チャールストンに次ぐ州第2の都市である。市街地はオハイオ川に沿って広がっている。近隣のアシュランドなどを含む、ウェストバージニア・ケンタッキー・オハイオの3州にまたがる都市圏では人口は約35万人を数える。 
また、同市はマーシャル大学の大学都市としても知られている。同大学は約12,000人の学生を抱える。そのため、同大学の学期中は、ハンティントンの人口はチャールストンをしのいでウェストバージニア州で最大となる。

## 歴史

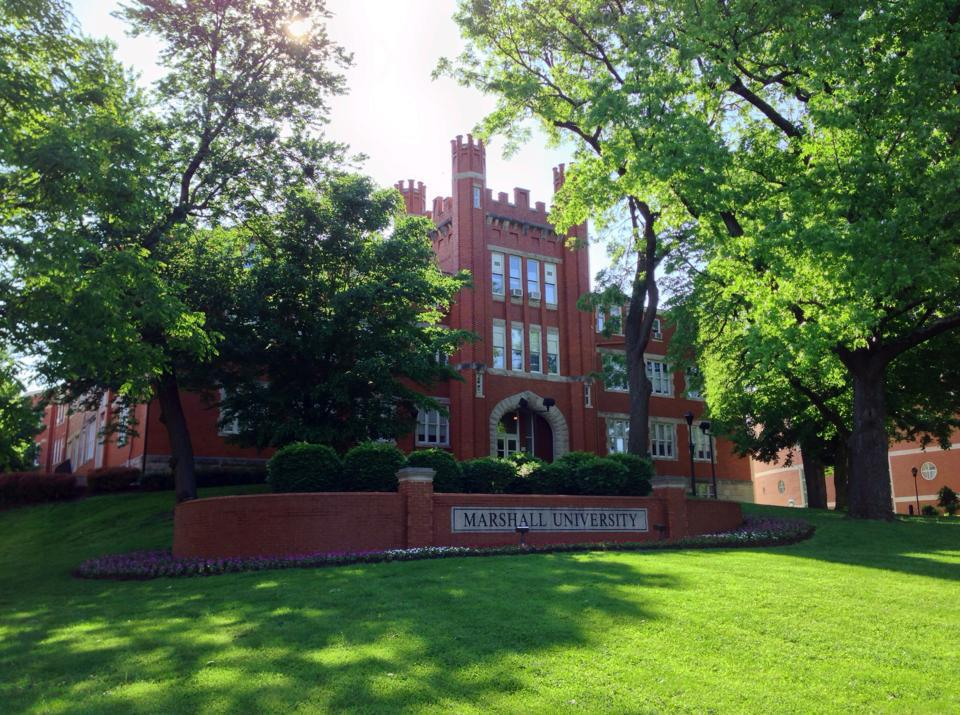
マーシャル大学

1799年、この地に現在のハンティントン市の一部であるガイアンドット（Guyandotte）という計画都市として建設された。もともとはこの一帯はフレンチ・インディアン戦争での功労者に対する褒賞として与えられた土地であった。
ハンティントンの市名は、現在の市の創設者であるコリス・ハンティントン（Collis P. Huntington）に由来している。コリス・ハンティントンは1870年にチェサピーク・アンド・オハイオ鉄道（Chesapeake and Ohio Railway）の本社を置くために市を建設した。翌1871年にはハンティントンは正式な市となった。
やがて石炭産業や化学産業が発達し、1950年代にはハンティントンは人口100,000人を超えるほどにまで成長した。しかしその後、燃料としての石炭の地位が低下すると、それまでハンティントンを支えていたガラス、鉄鋼、鉄道部品といった産業が停滞し、工業都市としての地位が低下した。それに伴って失業も増加した。1970年代にはダウンタウンの再開発が進められた。現在、ハンティントンの雇用を支えているのは市内の2病院をはじめとする医療部門である。また、同市はマーシャル大学の大学都市としても知られている。

## 地理

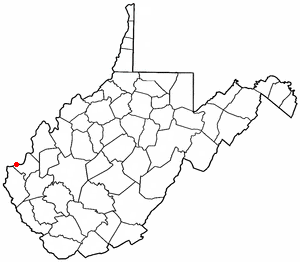
ウェストバージニア州内の位置

ハンティントンは、北緯38度24分47秒 西経82度26分1秒 / 北緯38.41306度 西経82.43361度（38.413033, -82.433642）に位置している。市の標高は173mで、山がちなウェストバージニア州内では最も低い部類に入る。市街地の上流約8kmの地点でグヤンドッテ川（Guyandotte River）がオハイオ川に合流する。
アメリカ合衆国統計局によると、ハンティントン市は総面積46.6km²（18.0mi²）である。そのうち41.2km²（15.9mi²）が陸地で5.4km²（2.1mi²）が水域である。総面積の11.51%が水域となっている。
ハンティントンの気候は蒸し暑い夏と雪の多い冬に特徴付けられ、四季がはっきりとしている。また、州内の他地域に比べ、1年を通して概ね温暖である。夏の最高気温は摂氏30度を超える。冬は氷点下まで下がる。春・秋は涼しく、湿気が多い。中西部からの西よりの風によって暖められ、オハイオ川が湿度を高め、寒さを和らげるため、このような気候になっている。

## 都市概観
ハンティントンはオハイオ川の南岸、幅5kmほどの狭い谷間に計画的につくられた都市である。市の中心部にはリッター・パーク（Ritter Park）が位置している。長さ8kmにも及ぶこの公園は遊歩道やサイクリングロード、テニスコート、野外劇場、ばら園、池などの設備を有している。公園に沿って野鳥保護区も設定されている。公園の上の丘にはハンティントン美術館（Huntington Museum of Art）が、西端にはラジオ技術博物館（Radio Technology Museum）がそれぞれ位置している。市内の歴史的建造物としては、ダウンタウンのキャベル郡地方裁判所（Cabell County Courthouse）の建物やカーネギー図書館（Carnegie Library）が挙げられる。マーシャル大学のオールド・メイン（Old Main）は1840年代に建立された歴史ある建造物で、国の史跡に指定されている。

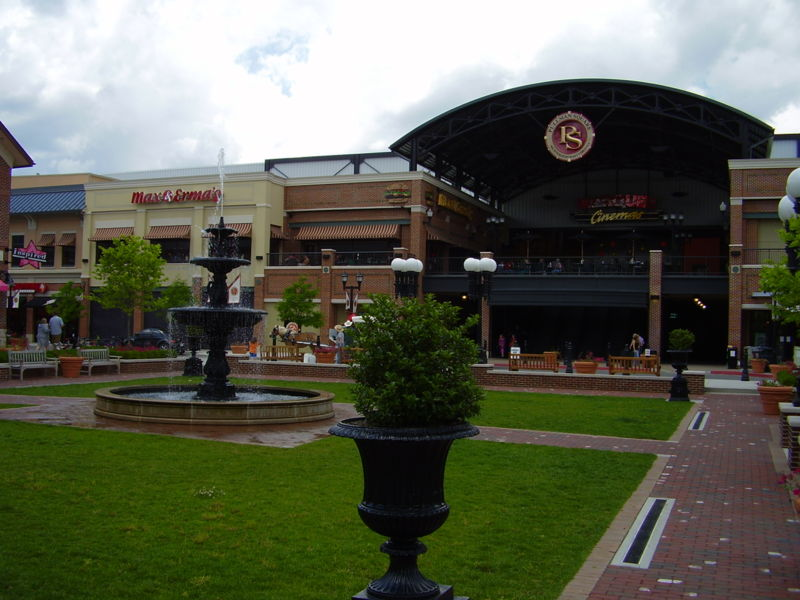
プルマン・スクエア

1970年代に進められた市の再開発によって、ダウンタウンの一部は取り壊されてしまった。しかし、2005年にトライステート交通局の後援のもとに開業したショッピングモール、プルマン・スクエア（Pullman Square）はダウンタウンを再活性化させ、甦らせた。オハイオ川に沿って広がるハリス・リバーフロント・パーク（Harris Riverfront Park）は多数の訪問者を集めている。ダウンタウンに建ち並ぶビクトリア様式の建築物の人気も上昇している。1920年代に建てられたキース・アルビー劇場（Keith Albee Theater）はその代表的存在である。また、フィフス・アベニュー（5th Avenue）の歴史的な教会群も有名である。

## 産業
かつて、ハンティントンはチェサピーク・アンド・オハイオ鉄道の町であり、また石炭、鉄鋼、ニッケル、ガラスといった産業が発達した工業都市であった。しかし1970年に大気浄化法（Clean Air Act）が施行されると、公害が減少した一方で、それまでハンティントンの雇用を支えていた産業が衰退し、失業が増加した。現在ハンティントンの雇用は不動産、医療、保健、コミュニケーション、銀行、観光といった第3次産業によって支えられている。また、マーシャル大学を抱える学術都市であることから、生命科学やバイオテクノロジー分野の研究が進んでおり、今後の成長が期待されている。 
特に医療分野の評価が高い。聖メアリーズ病院（St. Mary's Hospital）、キャベル・ハンティントン病院（Cabell-Huntington Hospital）の2病院はハンティントン市最大の雇用主であり、その医療サービスは市内のみならず都市圏全体をカバーしている。また、マーシャル大学の医学大学院は総合的なガン治療センターを持ち、全米屈指の高評価を得ている。

## 交通

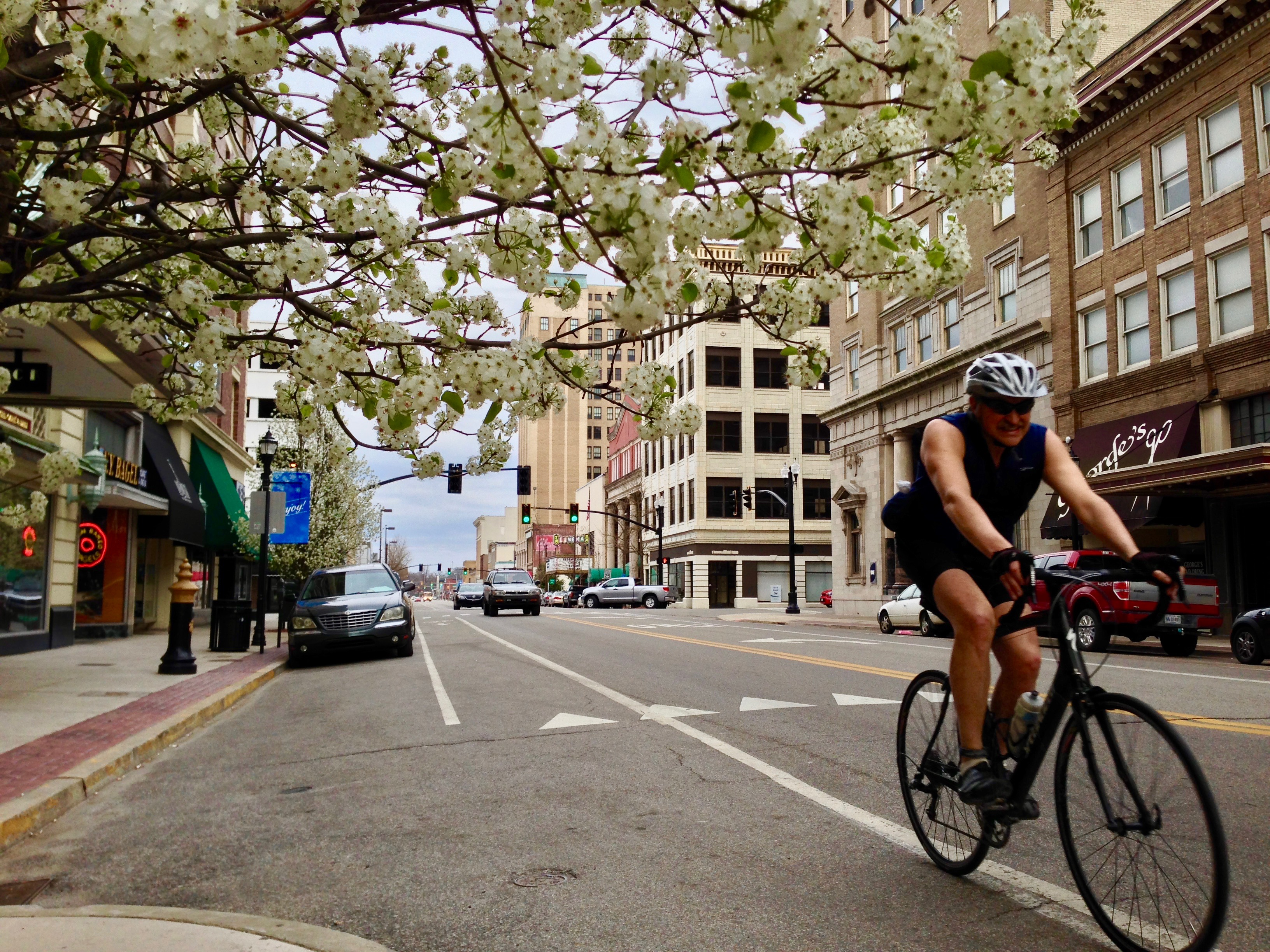
4番街

ハンティントンの玄関口となる空港は市の西約10kmに位置するトライステート空港（Tri-State Airport、IATA: HTS）である。
市街地の南側を州間高速道路64号線が東西に走っている。I-64はケンタッキー・ウェストバージニア両州を東西に貫く高速道路で、西はセントルイス、東はバージニアビーチへと通じている。
市内にアムトラックの駅があり、シカゴとワシントンD.C.をシンシナティ経由で結ぶ長距離列車カーディナル号が停車する。また、市内にはグレイハウンドのバスディーポもあり、ウェストバージニア州の州都チャールストンとオハイオ州の州都コロンバスを結ぶ路線が停車する。この路線は1日3便あり、ハンティントンからチャールストンまでは約1時間、コロンバスまでは約3時間半である。

## 人口動勢

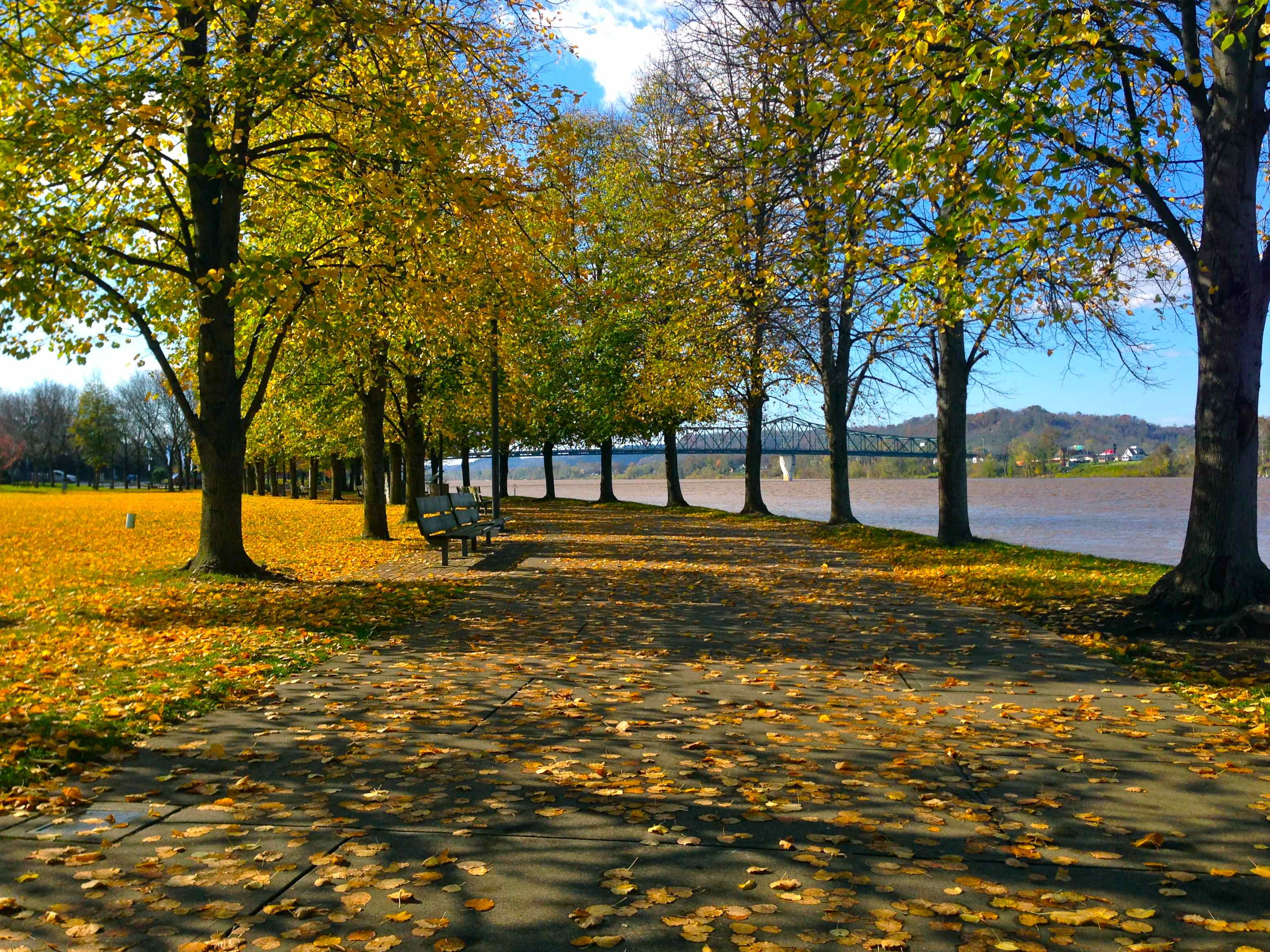
秋のオハイオ川

以下は2000年国勢調査における人口統計データである。
| 基礎データ - 人口: 51,475人 - 世帯数: 22,955世帯 - 家族数: 12,235家族 - 人口密度: 1,248.4人/km²（3,234.1人/mi²） - 住居数: 25,888軒 - 住居密度: 627.9軒/km²（1,626.5軒/mi²） 人種別人口構成 - 白人: 89.61% - アフリカン・アメリカン: 7.49% - ネイティブ・アメリカン: 0.20% - アジア人: 0.82% - 太平洋諸島系: 0.05% - その他の人種: 0.30% - 混血: 1.53% - ヒスパニック・ラテン系: 0.85% 年齢別人口構成 - 18歳未満: 17.7% - 18-24歳: 17.5% - 25-44歳: 24.9% - 45-64歳: 21.8% - 65歳以上: 18.0% - 年齢の中央値: 37歳 - 性比（女性100人あたり男性の人口） - 総人口: 88.7 - 18歳以上: 85.8 | 世帯と家族 - 18歳未満の子供がいる: 20.6% - 結婚・同居している夫婦: 36.9% - 未婚・離婚・死別女性が世帯主: 13.1% - 非家族世帯: 46.7% - 単身世帯: 37.6% - 65歳以上の老人1人暮らし: 15.1% - 平均構成人数 - 世帯: 2.12人 - 家族: 2.80人 収入と家計 - 収入の中央値 - 世帯: 23,234米ドル - 家族: 34,756米ドル - 性別 - 男性: 30,040米ドル - 女性: 21,198米ドル - 人口1人あたり収入: 16,717米ドル - 貧困線以下 - 対人口: 24.7% - 対家族数: 17.5% - 18歳未満: 29.8% - 65歳以上: 12.5% |